# Lettland i olympiska sommarspelen 1992
Lettland deltog i de olympiska sommarspelen 1992 med en trupp bestående av 34 deltagare, och totalt blev det tre medaljer.

## Boxning
Lätt mellanvikt
- Igors Šaplavskis

## Brottning
Fjädervikt, fristil
- Eduards Žukovs

## Friidrott
Herrarnas 110 meter häck
- Igors Kazanovs

Herrarnas stavhopp
- Aleksandrs Obižājevs
  - Kval — ingen notering (→ gick inte vidare, ingen placering)

Herrarnas tresteg
- Māris Bružiks
  - Kval — 16,94 m
  - Final — 16,80 m (→ 10:e plats)

Herrarnas spjutkastning
- Mārcis Štrobinders
  - Kval — 76,32 m (→ gick inte vidare)

Damernas 10 000 meter
- Anita Klapote
  - Heat — fullföljde inte (→ gick inte vidare)

Damernas diskuskastning
- Ilga Bērtulsone
  - Heat — 58,92m (→ gick inte vidare)

Damernas höjdhopp
- Valentīna Gotovska
  - Kval — 1,92 m
  - Final — 1,83 m (→ 13:e plats)

## Kanotsport
Herrarnas C-1 500 m
- Ivans Klementjevs

Herrarnas C-1 1000 m
- Ivans Klementjevs

Damernas K-1 slalom
- Dzintra Blūma

## Modern femkamp
Herrarnas individuella tävling
- Kirils Medjancevs → 26:e plats (5154 poäng)
- Stanislavs Dobrotovskis → 52:a plats (4796 poäng)
- Vjačeslavs Duhanovs → 64:e plats (3803 poäng)

Herrarnas lagtävling
- Medjancevs, Dobrotvorskis och Duhanovs → 17:e plats (13753 poäng)

## Segling
Herrarnas lechner
- Ansis Dāle
  - Slutlig placering — 284,0 poäng (→ 29:e plats)

Damernas lechner
- Ilona Dzelme
  - Slutlig placering — 223,0 poäng (→ 21:a plats)

## Tennis
| Spelare                           | Gren      | Omgång 1                                 | Omgång 2                                          | Åttondelsfinaler  | Kvartsfinaler     | Semifinaler       | Final / BM        | Final / BM       |
| Spelare                           | Gren      | Motståndare Poäng                        | Motståndare Poäng                                 | Motståndare Poäng | Motståndare Poäng | Motståndare Poäng | Motståndare Poäng | Placering        |
| --------------------------------- | --------- | ---------------------------------------- | ------------------------------------------------- | ----------------- | ----------------- | ----------------- | ----------------- | ---------------- |
| Agnese Blumberga                  | Damsingel | Christina Papadáki (GRE) W 4-6, 6-1, 6-2 | Amanda Coetzer (RSA) L 2-6, 4-6                   | Gick inte vidare  | Gick inte vidare  | Gick inte vidare  | Gick inte vidare  | Gick inte vidare |
| Larisa Savchenko                  | Damsingel | Katerina Maleeva (BUL) L 6-7, 2-6        | Gick inte vidare                                  | Gick inte vidare  | Gick inte vidare  | Gick inte vidare  | Gick inte vidare  | Gick inte vidare |
| Agnese Blumberga Larisa Savchenko | Damdubbel | i.u.                                     | Petra Ritter Judith Wiesner (AUT) L 4-6, 7-5, 3-6 | Gick inte vidare  | Gick inte vidare  | Gick inte vidare  | Gick inte vidare  | Gick inte vidare |